# Estação Bongaba
Bongaba é uma estação de trem do Rio de Janeiro. Foi operada pela FlumiTrens até 23 de Maio de 2005, durante a gestão da Central no Ramal de Guapimirim, desativando a estação. No dia 10 de Março de 2023 a SuperVia foi intimada a realizar a limpeza no entorno da estação e apresentar um projeto de restaurar.
No dia 23 do mesmo mês foi realizada a limpeza e uma empresa foi contratada para a elaboração do projeto de restauração. O prazo para conclusão das obras, determinado em processo, é o dia 19 de Junho de 2023.

## História
A Estação de Bongaba foi aberta pela Leopoldina no dia 02 de Dezembro de 1926. Seu nome primeiro nome foi Entroncamento. A linha original da Estrada de Ferro Mauá (a primeira ferrovia do Brasil, de 1854) cruzava em Bongaba e seguia para Piabetá, na atual linha para Vila Inhomirim, antiga Linha do Norte. 

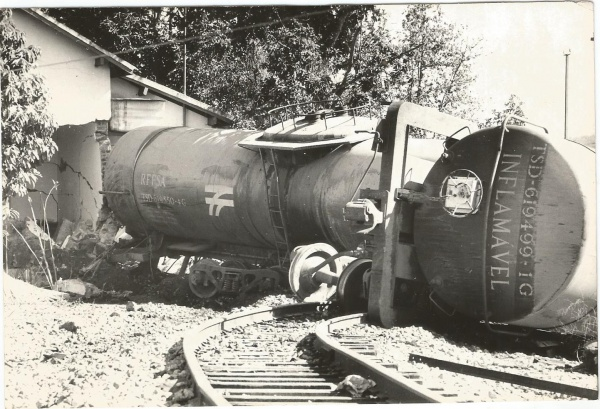
Dois dos vagões pipa que atingiram a casa do agente da estação e deixou sua filha e esposa gravemente feridas.

Na manhã de 7 de Julho de 1981, uma composição da RFFSA com 43 vagões descarrilou próximo à estação, quando se dirigia para um terminal para carregar óleo diesel. Nas proximidades da estação de Bongaba, dois vagões caíram sobre a casa do agente da estação, destruindo-a e ferindo gravemente a esposa e a filha do agente.

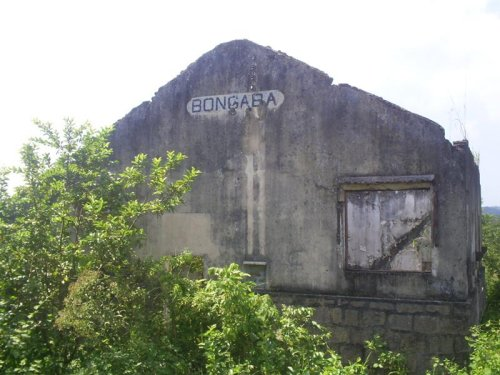
Estação de Bongaba em ruínas (2010).

 Apesar de reforma realizada entre 1999 e 2001, a estação foi brevemente reativada em 2000 e desativada em meados de 2005.

## História do Ramal de Guapimirim
A linha ligando Rosário (atual Saracuruna) a Visconde de Itaboraí, projetada desde 1890 pela Leopoldina, somente foi entregue em 1926 devido a inúmeros entraves burocráticos que foram aparecendo pelo caminho durante esses 36 anos. Na prática, foi essa linha que ligou as cidades do Rio de Janeiro e Niterói, contornando a Baía de Guanabara, passando por Magé e dando acesso também do Rio de Janeiro a Teresópolis e a Linha do Litoral da Leopoldina. A linha cruzava a antiga E.F. Mauá na Estação do Entroncamento, hoje Bongaba, cujo desvio foi desativado em 2 de abril de 1982.
A linha atualmente liga a cidade do Rio de Janeiro a Guapimirim, enquanto o trecho entre Magé e Visconde de Itaboraí, concedido para cargas, foi desativado pela concessionária FCA.